# أصيلة الحارثي
أصيلة بنت زاهر بن حمد الحارثي هي رئيس مؤسس شركة انترلنكس سلطنة عمان وعضوة مجلس إدارة شركة النفط العمانية للتسويق، وعضو غرفة تجارة وصناعة عُمان. جاءت أصيلة رقم 84 ضمن قائمة مجلة CEO كأقوى مائة امرأة عربية في 2013. تعد أصيلة الحارثي عضوًا مؤسسًا ل«المنتدى العربي الدولي للمرأة».

## عضوية غرفة تجارة عمان
كانت العضوية مفاجأة سارة لأصيلة؛ إذ صرحت لجريدة الشرق الأوسط قائلةً: «كنت أول المتفاجآت حين وردني اتصال من أحد الأعضاء في الغرفة وأخبرني بأنه جرى تعييني عضواً، فلم أستوعب الأمر لحظتها، لا سيما أن الاهل لم يتفهموا دخول امرأة معترك الحياة العامة، واعتبرني بعضهم نموذجاً محرضاً للمرأة على كسر التقاليد، لكني وبكثير من الحكمة توليت إقناعهم وحصلت على مباركتهم، وواجهت التحفظات من الأعضاء الآخرين بجرأة وجدية دفعتهم إلى التعامل معي كشريك فعلي وليس كامرأة في مجتمع الرجال. وتوليت في الغرفة مسؤولية قسم المعارض».